# Telemetriesystem Messina
Messina war eine Messwert-Übertragungsanlage für die in Peenemünde entwickelte A4-Rakete. Zu unterscheiden sind die drei verschiedenen Generationen der Messina-Reihe: Messina Ia (1942), Messina Ib (1942/43) und Messina II (1944). Eine Messina-Anlage übermittelte laufend die wichtigsten Daten zum Boden, z. B. Brennkammerdruck, Frischdampfdruck, Brennstoff-Förderdruck, Turbinendrehzahl, Sauerstoff-Stand, Brennstoff-Stand, Lagewinkel etc. Eine solche Messdatenübertragung Bord/Boden wird heute Telemetrie genannt.:189
Die Hochfrequenzenergie der Messwertsender Messina wurde von den A4-Raketen über ein Paar Stabantennen abgestrahlt, die an den Antennenkappen der Heckflosse I und III angebracht waren.:441
Die in Peenemünde entwickelten Datensender arbeiteten weitgehend mit der Amplitudenmodulation, z. T. auch mit der Frequenzmodulation. Daneben gab es prinzipiell zwei weitere Modulationsarten, die Phasen- und die Impulsmodulation. Speziell mit der Impulsmodulation ließ sich eine hohe Genauigkeit erzielen. Derartige Geräte wurden aber erst im Jahre 1946 im Rahmen der A4-Testflüge in New Mexico verwendet.:274

## Entwicklung
In Anbetracht des außerordentlichen Zeitdruckes bei der Entwicklung der A4-Rakete und der hohen Kosten der nach jedem Probeschuss zerstörten Raketen, mussten jeweils gleichzeitig mehrere Schritte ins Neuland getan werden. Die natürliche Folge davon waren plötzliche Versager, deren Grund bei der Vielzahl der Möglichkeiten bestenfalls vermutet werden konnte. Anlagen zur Übertragung von an Bord der Raketen gemessener Werte erlaubten schon während des Fluges Diagnosen.:133, 189

### Messina Ia
Das Datensendegerät Messina Ia wurde für die A4-Rakete entwickelt und stellt lediglich eine Modifikation des 1938 entwickelten Hell-Datensenders dar, der bis 1941 für die Flugerprobung der A5-Rakete genutzt wurde.:434 Das zugrundeliegende technologische Prinzip war das gleiche, jedoch wurden andere Kanalfrequenzen verwendet, die jetzt eine Arithmetische Reihe bildeten, d. h. eine konstante Differenz aufwiesen. Zusätzlich zu den vier Datenwerten und dem Referenzwert wurden vier Zeitkanäle hinzugefügt. Dabei war nicht der Datenwert relevant, sondern der Zeitpunkt, zu dem die entsprechende Kanalfrequenz aufmoduliert wurde. Diese waren mit entsprechenden Ereignissen, z. B. dem Überschreiten eines Grenzwertes korreliert.
Für den Datensender Messina la ergab sich folgendes Frequenzschema:
- Kanalfrequenzen für Datenkanäle: 6300 Hz; 7500 Hz; 8700 Hz; 9900 Hz
- Kanalfrequenzen für Zeitkanäle: 6900 Hz; 8100 Hz; 9300 Hz; 10800 Hz
- Kanalfrequenz für Referenzkanal: 11500 Hz
- Zwischenfrequenz: 3 MHz
- UKW-Sendefrequenz: 61,8 MHz

Das Gerät Messina Ia arbeitete ebenso wie der Hell-Datensender ausschließlich mit der
Amplitudenmodulation. Maßgeblich beteiligt an der Entwicklung des Datensenders
la war das Institut für Schwachstromtechnik der TH Wien.:271

### Messina Ib
Neben der Weiterentwicklung des Hell-Datensenders zum Gerät Messina Ia, wurde parallel dazu ein weiterer Datensender, das Gerät Messina lb entwickelt. Die vom Heinrich-Hertz-Institut für Schwingungsforschung (IfS) in Berlin betriebenen Arbeiten verzögerten sich nicht zuletzt wegen der technologischen Komplexität des Systems. Bei Messina lb wurde neben der Amplitudenmodulation auch die Frequenzmodulation eingesetzt. Es wurden 6 Datenkanäle und ein Referenzkanal im Niederfrequenzbereich (kHz) zur Verfügung gestellt. Mit den Datenwerten wurde aber nicht die Amplitude der Kanalfrequenz, sondern deren Frequenz selbst moduliert, was einen Frequenzhub bewirkte. Dieser wurde auf 200 Hz begrenzt. Die Frequenzmodulation bot erhebliche Vorteile bzgl. der Amplitudenstabilität der Datenwerte was die Genauigkeit erhöhte. Neben dem Daten- und Referenzkanal wurden weitere 11 Frequenzen für Zeitkanäle bereitgestellt, bei denen lediglich der Zeitpunkt des Aufmodulierens relevant war. Die frequenzmodulierten Kanäle wurden anschließend nach bewährtem Verfahren auf die Zwischenfrequenz und die UKW-Sendefrequenz gelegt. Hierfür wurden die bereits an der TH Wien entwickelten Geräte verwendet.
Der Datensender Messina lb verwendet das folgende Frequenzschema:
- Kanalfrequenzen für Datenkanäle: 780 Hz; 1260 Hz; 1740 Hz; 2220 Hz; 2700 Hz; 3180 Hz
- 11 Frequenzen für Zeitkanäle
- Kanalfrequenz für Referenzkanal: 3660 Hz
- Zwischenfrequenz: 3 MHz
- UKW-Sendefrequenz: 61,8 MHz[3]:273

Die Messwert-Übertragungsanlage Messina lb wurde nur einmal bei einem A4-Versuchsflug erprobt.:437

### Messina II
Die Entwicklung des Datensenders Messina lI wurde vom Institut für Fernmeldetechnik der
TH Darmstadt unter Federführung von Prof. Dr. Hans Busch betrieben.:189 Dort und in Peenemünde hatte man seit der Entwicklung der A5-Rakete Überlegungen angestellt, inwieweit es überhaupt notwendig ist, Datenwerte kontinuierlich zu übertragen. Ein diskretes Abtasten einer Messgröße ist in den Fällen gerechtfertigt, wo diese Größe nur geringen zeitlichen Änderungen unterliegt. Anstatt der kontinuierlichen Übertragung aller Datenwerte erfolgt ein zyklisches Abtasten und Übertragen der jeweiligen Messgrößen. Durch die hohe Abtastrate von 500 Hz konnte ein Quasi-Kontinuum erreicht werden. In Peenemünde und Darmstadt versuchte man sich dem Problem auch theoretisch zu nähern. Unter Benutzung des Abtast-Theorems wurden Überlegungen angestellt, inwieweit eine Erhöhung der Abtast-Frequenz überhaupt noch einen Gewinn an Information bringt. Der Datensender Messina II verfügte über 11 Datenkanäle, ein zwölfter Kanal mit konstanter Amplitude diente als Referenz für die 500-Hz-Frequenz. Die 11 Datenwerte und der Referenzwert wurden zunächst auf eine 500-kHz-Zwischenfrequenz moduliert. Die Taststufen wurden mit Hilfe von 12 Phasenschiebern hergestellt,
die eine 500-Hz-Periode in 12 Bereiche mit aufsteigender Phasengröße (0° bis 360°) einteilten. Hinter jedem Phasenschieber wurde mit einem Impulsformer ein Rechteckimpuls geformt, dessen Amplitudenhöhe dem jeweiligen Messwert entsprach. Die 500-kHzTaststufen wurden schließlich auf die UKW-Sendefrequenz von 61,8 MHz moduliert. Auch das System Messina II verwendete somit ausschließlich die Amplitudenmodulation.:273
Der Empfänger am Boden demodulierte zunächst die UKW-Frequenz auf die Zwischenfrequenz.
Mit Hilfe der aus dem Referenzkanal gewonnen 500-Hz-Spannung erfolgte dann die Wiederherstellung der sequentiellen Taststufen, die anschließend gleichgerichtet und auf einem Elektronenstrahl-Oszillographen dargestellt wurden. Die Empfangspraxis mit dem Messina lI-System zeigte, dass die Vielzahl der Messkanalbalken auf dem Kathodenstrahlröhrenbildschirm die Auswertung der Messwertverläufe verwirrte. Daher wurden die Messkanäle auf mehrere parallelgeschaltete Kathodenstrahl-Röhren verteilt.:437–440 Das Gerät Messina II war technologisch revolutionär, weil es die Daten im Multiplexverfahren übertrug und daher 11 statt 6 Datenkanäle bei gleicher Bandbreite und Sendeleistung berichten konnte.:248–254
Eine Rakete mit einem Messwertsender vom Typ Messina II wurde in Peenemünde zum ersten Mal am 12. Mai 1944 gestartet. Mit der in Peenemünde gefertigten A4-Rakete V152 (Geräte-Nr. 4152) sollte an diesem Tag u. a. das Messina II-System erprobt werden, durch Übertragung folgender Messungen: Ruderwinkel {\displaystyle \beta } der Ruder 1, 2 und 3, Leitstrahlwinkel {\displaystyle \epsilon }, Pumpendrehzahl, A- und B-Stoff-Sonde (Durchsatz), Brennschluss, Vor- und Hauptkommando. Der erste Einsatz von Messina II ergab, dass die Anlage grundsätzlich den Erwartungen gemäß gearbeitet hatte, wenn auch manche Messwerte nicht oder nicht bis zum Ende der Flugzeit ausgewertet werden konnten.